# 七瀬くるみ
七瀬 くるみ（ななせ くるみ、別名：くるみちゃん。）は、日本のJOYNET株式会社に所属するイラストレーターPomu（ぽむ）によって作成されたバーチャルキャラクターで、2017年にLINEスタンプとして販売される形で登場した。キャラクターは16歳の日本の高校生として設計され、肩にかかる短髪と黒のフード付き長袖の服を着ている。後にPomuは、七瀬くるみの双子の妹である七瀬このみ（ななせこのみ）を創作し、また、七瀬くるみの弟である七瀬太一（ななせたいち）も登場させた。2018年7月13日、上海巨人网络科技有限公司は七瀬くるみのキャラクターの中国におけるライセンスを取得し、モバイルゲーム『くるみの日記』をTapTap上でリリースした。2018年10月23日、巨人网络は七瀬くるみをバーチャルアイドルとして運営する計画を発表した。翌年の6月21日、七瀬くるみは巨人网络のバーチャルアイドルとして正式にデビューした。

## スタンプの誕生
七瀬くるみは、JOYNET株式会社のイラストレーターPomuによって作成されたオリジナルキャラクターで、最初はLINEスタンプシリーズ『くるみちゃん。』に登場した。このキャラクターは16歳の日本の女子高生としてデザインされており、肩にかかる暗色の長髪と黒いフード付き長袖を着用している。2017年からLINEスタンプとして発売され、可愛らしい言動が多くの人々に愛され、発売後すぐに大ヒットを記録し、現在迄に数十種類のスタンプが登場している。
このキャラクターは、「メンヘラちゃん」としても知られ、"menhera"という言葉は日本の掲示板「2ちゃんねる」から来ており、心理的に少し欠けているが精神病ではない人々を指す言葉である。JOYNET社はこのスタンプの販売ページに「使ってくれなきゃ病んじゃうょ？いっぱい使って愛してね♡」と記載していた。
Pomuは2021年のインタビューで、七瀬くるみのインスピレーションは姉の性格や興味から来ており、「これが私だ」と共感できるキャラクターを作りたかったと述べている。キャラクター名は姉のニックネーム「くみちゃん」から派生し、最終的に「くるみちゃん」となった。また、キャラクターは「普通の女の子」として設定されている。
くるみの典型的なイメージは黒いフード付き長袖を着た16歳の高校生で、Pomuによれば、この黒いフード付き長袖は日本の女子高生の制服としてよく見られるものであり、デザインしやすく、視覚的に親しみやすさを感じさせる。彼女が「陰気な印象」を与えないように、Pomuは服や髪の色の光影やキャラクターの動きに細心の注意を払っている。
性格に関しては、Pomuはくるみの「食いしん坊」な性格が特に気に入っており、これはかわいらしさだけでなく、キャラクターを描く際に彼女を幸せで満たしてくれる要素だと感じている。くるみは子供っぽい性格で、時には泣き、時には笑い、感情を素直に表現するため、イラストの中で生き生きとした印象を与える。くるみがきのこを嫌いだという設定は、「きのこが湿気の多い暗い場所に生える」というイメージから生まれた象徴的な要素であり、くるみが暗い感情に対して脆弱であることを反映している。
七瀬くるみのキャラクター設定は個人的な形象にとどまらず、後にPomuはくるみの双子の妹である七瀬このみと弟の七瀬太一を創作し、その世界観を拡大した。妹のこのみは、くるみと長期間一緒に過ごすことで性格が似る可能性があるという設定で、弟の太一はPomuと姉との実際の交流を元に作られたキャラクターである。
くるみのキャラクターはスタンプでの生き生きとした表現がファンに愛され、スタンプの枠を超えてユーザーと交流できるバーチャルキャラクターへと進化し、最終的に『くるみ日記』の開発と公開を促進した

## ゲーム『くるみの日記』
『くるみの日記』は、上海巨人网络科技有限公司が七瀬くるみのキャラクターの中国本土におけるライセンスを取得した後に開発された、七瀬くるみを主人公とする育成型モバイルゲームで、2021年4月に中国本土でリリースされ、テンセントが代理配信を行った。同年、エアリエルネットワークが代理を務める繁体字版も台港澳市場向けにリリースされる予定で、2021年の台北国際電玩展（台北ゲームショウ）にも登場した。
本作は「共に過ごす」というテーマを持ったスローライフ型育成ゲームで、プレイヤーは現実時間軸内で七瀬くるみと共に生活し、毎日の交流、服装のコーディネート、部屋の配置などを通じて、くるみとの感情的な絆を深めていく。ゲーム内のキャラクターの行動は、プレイヤーの操作やくるみ自身の感情によって変化し、特定のイベントではユニークな表情や思い出のストーリーが展開される。また、ゲーム内の「写真」や「絵画」機能を通じて、カスタマイズされたスタンプを収集することもでき、表情スタンプから派生したデザインを受け継いでいる。
ゲームの初期リリース時、七瀬くるみの可愛らしいキャラクター設定とリラックスした雰囲気が好評を博し、TapTapの評価は一時8.4点に達した。しかし、時間の経過と共にゲームの人気は急激に低下した。多くのプレイヤーは、限定ストーリーや服装を解放するために追加料金が必要な課金システムが過剰であると指摘し、ゲーム体験が制限されることに不満を示した。また、一部のストーリーの進行が遅く、繰り返しが多いため、ユーザーの粘着度や保持率に影響を与えた。ゲームの美術スタイルは、元々の「黒いフード付きTシャツ少女」のイメージを引き継いでいるが、CGデザインやボイス演出などに関しては議論もあった。
運営の進行速度が遅くなり、プロデューサーの退職やプロジェクトの再編などの変動があったため、ゲームは徐々に更新サポートを失い、2023年2月15日に中国サーバーでのサービスが正式に終了した。
サービス停止から一年後、2024年8月22日に『くるみの日記』は「独立運営」の形式で再リリースされ、元のプロデューサーである熊吉とそのチームが主導して開発を行った。この復活版では、過去のKPI指向のコンテンツや複雑なシステムが削除され、元々の「リラックスした共伴」の核心理念に立ち戻り、くるみとの感情的な交流を強調した。プロデューサーの熊吉は復活声明の中で「たとえ大きな成功を収めることができなくても、少しでも孤独を癒すことができれば、それで十分だ」と述べた。

## バーチャルYouTuber
2018年、バーチャルアイドル産業の急成長を背景に、七瀬くるみは巨人网络が契約した最初のバーチャルYouTuber（VTuber）として正式にデビューを果たした。この頃、世界的にVTuberブームが高まりつつあり、日本では「VTuber元年」とも言われ、多くのバーチャルアイドルが急速に人気を集め、資本の注目を集め、市場が拡大していた。
2018年7月、巨人网络は七瀬くるみのキャラクターの中国本土における独占ライセンスを取得し、その後、「ゲーム化+VTuber化」の方向で展開を決定し、2019年6月21日、ビリビリ（B站）でバーチャルYouTuberとして正式にデビューした。
従来のバーチャルアイドルがステージパフォーマンスや歌の制作を重視するのとは異なり、七瀬くるみの運営方針は「共伴型VTuber」に特化していた。彼女はビリビリのチャンネルで、第一人称で視聴者と交流し、日常会話、ゲーム実況、心理テスト、料理チャレンジなどを行い、しばしば「やあ、来たね~」と親密な雰囲気を作り出した。公式はその最大の特徴を「攻撃的でなく、非常に親しみやすい」とし、「隣の妹」のように頼りにできるキャラクターを目指し、遠い存在のアイドルスターではなく、身近に感じられるキャラクターとしての立ち位置を築こうとした。
運営方針として、七瀬くるみチームはファンとの交流を重視しており、ライブ配信だけでなく、コメント欄で頻繁に視聴者とコミュニケーションを取ることも行い、ファンからは「心の吐き出し口」として私信を多く受け取ることもあった。さらに、彼女のバーチャルキャラクターは、後にリリースされたインタラクティブ育成ゲーム『くるみの日記』との世界観の統合が行われ、ライブ配信、ゲーム、ソーシャルメディアを横断する統一されたキャラクター人格を作り上げ、胡桃は「共伴型IP」としての存在感を強めた。
デビュー当初、七瀬くるみはB站で10万人以上のフォロワーを獲得し、プラットフォームで最も人気のある中国語バーチャルYouTuberの一人となった。2022年には一時更新が停止されたが、それでも彼女の影響力はB站や微博、その他のソーシャルメディアで引き続き高い評価を維持しており、2024年には『胡桃日記·相伴初心』のリリースに伴い、活動が再開された。
七瀬くるみは、中国VTuberの商業化において早期の成功を収めた代表的なキャラクターの一つであり、「表情スタンプキャラクター」をバーチャルアイドルに成功裏に転換する可能性を示し、バーチャルIPの全体的な開発（スタンプ、ライブ配信、ゲーム）におけるモデルとなった。技術と資本が継続的に後押しする中で、運営チームは将来的にAI音声アシスタントやデスクトップキャラクターなど、多様な形態の展開を検討しており、「全天候型バーチャル陪伴」の理念の実現に向けた活動を進めている。